# Tecla Jonkman
Tecla Jonkman (12 december 1969) is een Nederlands langebaanschaatsster.
In 1987 reed Jonkman op de eerste editie van het NK Afstanden voor vrouwen op de 500 meter. 
Op 3 januari 1987 schaatste Jonkman haar laatste officiële wedstrijd.

## Records

### Persoonlijke records[2]
| Afstand    | Tijd    | Datum            | Baan       |
| ---------- | ------- | ---------------- | ---------- |
| 500 meter  | 43,49   | 28 december 1986 | Heerenveen |
| 1000 meter | 1.30,43 | 9 november 1986  | Utrecht    |
| 1500 meter | 2.22,50 | 26 november 1986 | Heerenveen |
| 3000 meter | 5.19.42 | 14 december 1986 | Groningen  |